# مارتینزویل اسپیدوی

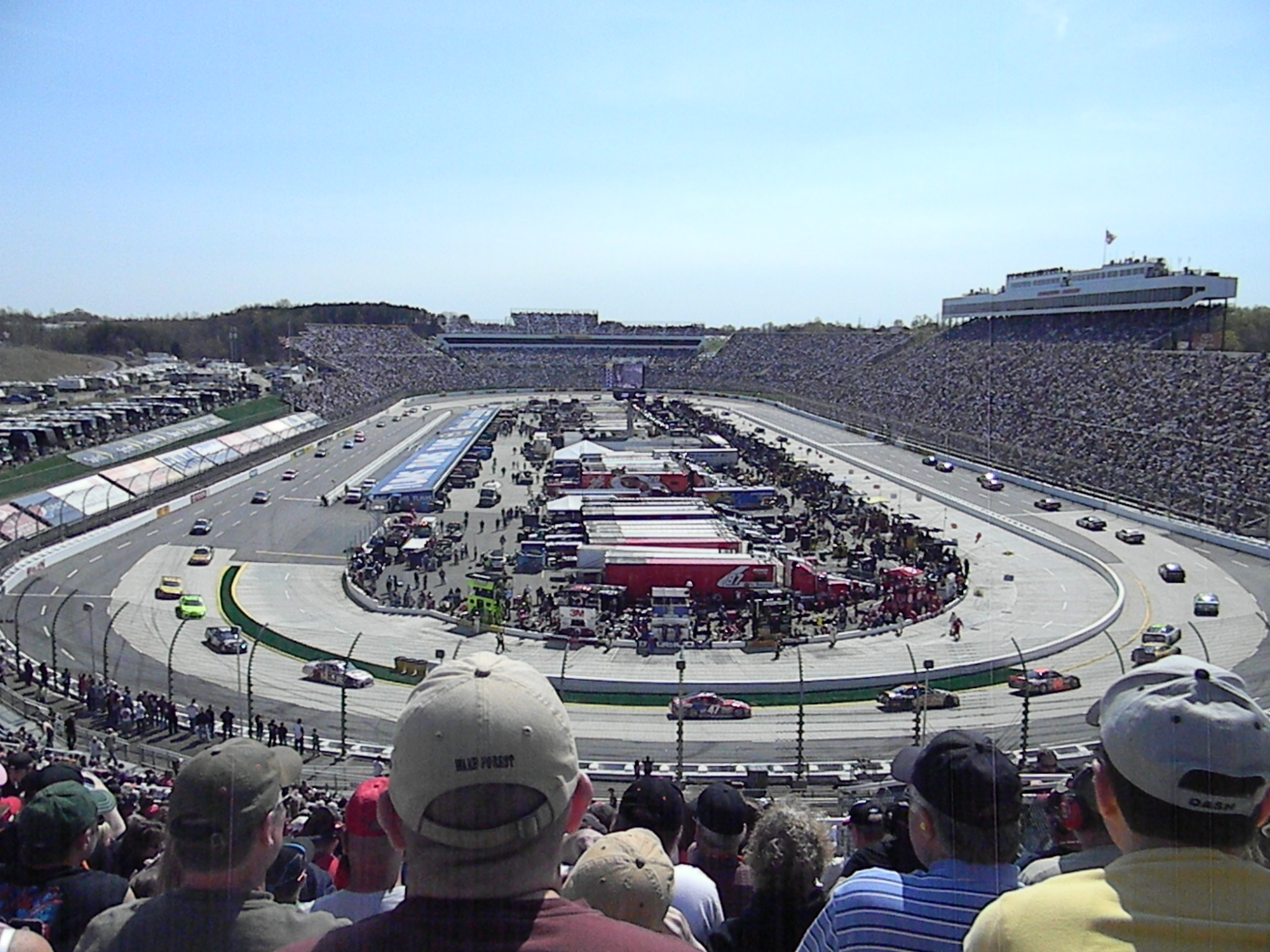
مارتینزویل اسپیدوی (به انگلیسی: Martinsville Speedway) یک پیست کوتاه اتومبیلرانی در رده خودروهای NASCAR Stock متعلق به شرکت اینترنشنال اسپیدوی است

مارتینزویل اسپیدوی (به انگلیسی: Martinsville Speedway) یک پیست کوتاه اتومبیلرانی در رده خودروهای NASCAR Stock متعلق به شرکت اینترنشنال اسپیدوی است که در ریجوی در هنری کاونتی ویرجینیا، درست در جنوب مارتینزویل واقع شده‌است. این پیست با طول ۰٬۵۲۶ مایل (۸۴۷ متر) کوتاهترین مسیر در سری رقابت‌های جام ناسکار را دارد. این پیست همچنین یکی از اولین مسیرهای بیضی شکل آسفالت شده در ناسکار بود که در سال ۱۹۴۷ توسط شریکان اچ. کلی اِرلز، هنری لارنس و سم رایس ساخته شد. همچنین این تنها مسیر مسابقه‌ای است که از آغاز ناسکار در سال ۱۹۴۸ در جدول زمانی فعلی رقابت‌ها باقی مانده‌است. به علاوه، مارتینزویل تنها مسیر بیضی شکل در کل پیست‌های ناسکار است که در مسیر مستقیم آسفالته، سپس برای پوشش پیچها بتن ریزی شده‌است.